# ATC kód V01
ATC kód V01 Alergeny je hlavní terapeutická skupina anatomické skupiny V. Různé.

## V01A Alergeny

### V01AA Extrakty alergenů
V01AA20 Různé alergeny

## Poznámka
- Registrované léčivé přípravky na území České republiky.
- Informační zdroj: Státní ústav pro kontrolu léčiv, Všeobecná zdravotní pojišťovna.